# Liste des matchs de l'équipe d'Oman de football par adversaire
Cette liste présente les matchs de l'équipe d'Oman de football par adversaire rencontré. Lorsqu'une rivalité footballistique particulière existe entre Oman et un autre pays, une page spécifique peut être proposée.
- Haut – A
- B
- C
- D
- E
- F
- G
- H
- I
- J
- K
- L
- M
- N
- O
- P
- Q
- R
- S
- T
- U
- V
- W
- X
- Y
- Z

## A

### Algérie
Confrontations entre l'équipe d'Algérie de football et l'équipe d'Oman de football en matchs officiels
| Date         | Lieu          | Match          | Score | Compétition  |
| 26 mai 1996  | Mascate, Oman | Oman - Algérie | 0-1   | Match amical |
| 28 mai 1996  | Mascate, Oman | Oman - Algérie | 0-1   | Match amical |
| 30 mars 2015 | Doha, Qatar   | Oman - Algérie | 1-4   | Match amical |

Bilan
- Total de matchs disputés : 3
- Victoires d'Oman : 0
- Victoires de l'Algérie : 3
- Matchs nuls : 0

### Australie
Confrontations entre l'Australie et Oman :
| Date             | Lieu                | Match            | Score | Compétition                                        |
| 8 juillet 2007   | Bangkok Thaïlande   | Australie - Oman | 1-1   | Coupe d'Asie 2007 (1er tour, groupe A)             |
| 14 octobre 2009  | Melbourne Australie | Australie - Oman | 1-0   | Éliminatoires de la Coupe d'Asie 2011              |
| 14 novembre 2009 | Mascate Oman        | Oman - Australie | 1-2   | Éliminatoires de la Coupe d'Asie 2011              |
| 11 octobre 2011  | Sydney Australie    | Australie - Oman | 3-0   | Qualifications pour la Coupe du monde 2014 3e tour |
| 11 novembre 2011 | Mascate Oman        | Oman - Australie | 1-0   | Qualifications pour la Coupe du monde 2014 3e tour |
| 8 juin 2012      | Mascate Oman        | Oman - Australie | 0-0   | Qualifications pour la Coupe du monde 2014 4e tour |
| 26 mars 2013     | Sydney Australie    | Australie - Oman | 2-2   | Qualifications pour la Coupe du monde 2014 4e tour |
| 13 janvier 2015  | Sydney Australie    | Oman - Australie | 0-4   | Coupe d'Asie 2015 (1er tour, groupe A)             |

Bilan
- Total de matchs disputés : 1
- Victoires de l'équipe d'Australie : 4
- Victoires de l'équipe d'Oman : 1
- Matchs nuls : 3

## B

### Bhoutan

#### Confrontations
Confrontations entre le Bhoutan et Oman en matchs officiels :
|   | Date             | Lieu     | Match          | Score | Compétition                                                   |
| - | ---------------- | -------- | -------------- | ----- | ------------------------------------------------------------- |
| 1 | 28 mars 2017     | Mascate  | Oman - Bhoutan | 14-0  | Éliminatoires de la Coupe d'Asie des nations de football 2019 |
| 2 | 14 novembre 2017 | Thimphou | Bhoutan - Oman | 2-4   | Éliminatoires de la Coupe d'Asie des nations de football 2019 |

#### Bilan
Au 31 mars 2019 :
- Total de matchs disputés : 2
- Victoires du Bhoutan : 0
- Matchs nuls : 0
- Victoires d'Oman : 2
- Total de buts marqués par le Bhoutan : 2
- Total de buts marqués par Oman : 18

### Brésil
Confrontations entre le Brésil et Oman :
| Date             | Lieu         | Match         | Score | Compétition  |
| 17 novembre 2009 | Mascate Oman | Oman - Brésil | 0-2   | Match amical |

Bilan
- Total de matchs disputés : 1
- Victoires de l'équipe du Brésil : 1
- Victoires de l'équipe d'Oman : 0
- Match nul : 0

## E

### Émirats arabes unis

#### Confrontations
Confrontations entre Oman et les Émirats arabes unis :
|    | Date              | Lieu         | Match                      | Score           | Compétition                                                     |
| -- | ----------------- | ------------ | -------------------------- | --------------- | --------------------------------------------------------------- |
| 1  | 10 avril 1976     | Doha         | Émirats arabes unis - Oman | 1-1             | Coupe du Golfe des nations 1976 (en)                            |
| 2  | 9 avril 1979      | Bagdad       | Émirats arabes unis - Oman | 4-0             | Coupe du Golfe des nations 1979 (en)                            |
| 3  | 2 avril 1982      |              | Émirats arabes unis - Oman | 3-1             | Coupe du Golfe des nations 1982 (en)                            |
| 4  | 21 mars 1984      | Mascate      | Oman - Émirats arabes unis | 1-1             | Coupe du Golfe des nations 1984 (en)                            |
| 5  | 24 octobre 1984   | Djeddah      | Émirats arabes unis - Oman | 8-0             | Tour préliminaire à la Coupe d'Asie des nations 1984 (gr. 2)    |
| 6  | 30 mars 1986      | Manama       | Émirats arabes unis - Oman | 1-0             | Coupe du Golfe des nations 1986 (en)                            |
| 7  | 29 septembre 1986 | Daegu        | Émirats arabes unis - Oman | 0-0             | Jeux asiatiques de 1986 (gr. A)                                 |
| 8  | 17 mars 1988      | Riyad        | Émirats arabes unis - Oman | 1-0             | Coupe du Golfe des nations 1988 (en)                            |
| 9  | 22 février 1990   | Koweït       | Émirats arabes unis - Oman | 1-1             | Coupe du Golfe des nations 1990 (en)                            |
| 10 | 9 décembre 1992   | Doha         | Émirats arabes unis - Oman | 1-0             | Coupe du Golfe des nations 1992 (en)                            |
| 11 | 16 novembre 1994  | Abou Dabi    | Émirats arabes unis - Oman | 2-0             | Coupe du Golfe des nations 1994 (en)                            |
| 12 | 24 octobre 1996   | Mascate      | Oman - Émirats arabes unis | 0-0             | Coupe du Golfe des nations 1996 (en)                            |
| 13 | 3 novembre 1998   | Manama       | Émirats arabes unis - Oman | 3-2             | Coupe du Golfe des nations 1998 (en)                            |
| 14 | 21 février 2000   |              | Oman - Émirats arabes unis | 0-1             | Match amical                                                    |
| 15 | 27 mars 2001      |              | Oman - Émirats arabes unis | 2-1             | Match amical                                                    |
| 16 | 14 septembre 2001 | Mascate      | Oman - Émirats arabes unis | 1-1             | Tour préliminaire à la Coupe du monde 2002 (zone Asie, 2e tour) |
| 17 | 19 octobre 2001   | Abou Dabi    | Émirats arabes unis - Oman | 2-2             | Tour préliminaire à la Coupe du monde 2002 (zone Asie, 2e tour) |
| 18 | 17 janvier 2002   | Riyad        | Émirats arabes unis - Oman | 1-0             | Coupe du Golfe des nations 2002 (en)                            |
| 19 | 31 décembre 2003  | Koweït       | Oman - Émirats arabes unis | 2-0             | Coupe du Golfe des nations 2003 (en)                            |
| 20 | 13 décembre 2004  | Doha         | Oman - Émirats arabes unis | 2-1             | Coupe du Golfe des nations 2004 (en) (gr. A)                    |
| 21 | 11 octobre 2005   |              | Émirats arabes unis - Oman | 2-2             | Match amical                                                    |
| 22 | 22 février 2006   | Dubaï        | Émirats arabes unis - Oman | 1-0             | Tour préliminaire à la Coupe d'Asie des nations 2007 (gr. C)    |
| 23 | 11 octobre 2006   | Mascate      | Oman - Émirats arabes unis | 2-1             | Tour préliminaire à la Coupe d'Asie des nations 2007 (gr. C)    |
| 24 | 17 janvier 2007   | Abou Dabi    | Émirats arabes unis - Oman | 1-2             | Coupe du Golfe des nations 2007 (en) (gr. B)                    |
| 25 | 30 janvier 2007   | Abou Dabi    | Émirats arabes unis - Oman | 1-0             | Coupe du Golfe des nations 2007 (en) (finale)                   |
| 26 | 19 mars 2008      | Mascate      | Oman - Émirats arabes unis | 1-1             | Match amical                                                    |
| 27 | 26 novembre 2010  | Aden         | Émirats arabes unis - Oman | 0-0             | Coupe du Golfe des nations 2010 (gr. B)                         |
| 28 | 11 janvier 2013   | Madinat 'Isa | Oman - Émirats arabes unis | 0-2             | Coupe du Golfe des nations 2013 (gr. A)                         |
| 29 | 14 novembre 2014  | Riyad        | Émirats arabes unis - Oman | 0-0             | Coupe du Golfe des nations 2014 (gr. B)                         |
| 30 | 25 novembre 2014  | Riyad        | Émirats arabes unis - Oman | 1-0             | Coupe du Golfe des nations 2014 (match pour la 3e place)        |
| 31 | 22 décembre 2017  | Koweït       | Oman - Émirats arabes unis | 0-1             | Coupe du Golfe des nations 2017 (en) (gr. A)                    |
| 32 | 5 janvier 2018    | Koweït       | Oman - Émirats arabes unis | 0-0 (tab : 5-4) | Coupe du Golfe des nations 2017 (en) (gr. A)                    |

#### Bilan
Au 12 avril 2019 :
- Total de matchs disputés : 32
- Victoires d'Oman : 5
- Matchs nuls : 12
- Victoires des Émirats arabes unis : 15
- Total de buts marqués par Oman : 22
- Total de buts marqués par les Émirats arabes unis : 44

## J

### Japon
Confrontations entre Oman et le Japon :
| Date             | Lieu      | Match        | Score | Compétition                                                                  |
| 2 février 1988   | Mascate   | Oman - Japon | 1-1   | Match amical                                                                 |
| 23 mars 1997     | Mascate   | Oman- Japon  | 0-1   | Qualifications pour la Coupe du monde de football 1998 - 1er tour (Groupe 4) |
| 28 juin 1997     | Tokyo     | Japon - Oman | 1-1   | Qualifications pour la Coupe du monde de football 1998 - 1er tour (Groupe 4) |
| 18 février 2004  | Saitama   | Japon - Oman | 1-0   | Qualifications pour la Coupe du monde 2006 - 2e tour (Groupe 3)              |
| 28 juillet 2004  | Chongqing | Japon - Oman | 1-0   | Coupe d'Asie des nations 2004 - 1er tour (Groupe D)                          |
| 13 octobre 2004  | Mascate   | Oman - Japon | 0-1   | Qualifications pour la Coupe du monde 2006 - 2e tour (Groupe 3)              |
| 2 juin 2008      | Yokohama  | Japon - Oman | 3-0   | Qualifications pour la Coupe du monde 2010 - 4e tour (Groupe 1)              |
| 7 juin 2008      | Mascate   | Oman - Japon | 1-1   | Qualifications pour la Coupe du monde 2010 - 4e tour (Groupe 1)              |
| 3 juin 2012      | Saitama   | Japon - Oman | 3-0   | Qualifications pour la Coupe du monde 2014 - 4e tour (Groupe 2)              |
| 14 novembre 2012 | Mascate   | Oman - Japon | 1-2   | Qualifications pour la Coupe du monde 2014 - 4e tour (Groupe 2)              |
| 11 novembre 2016 | Kashima   | Japon - Oman | 4-0   | Match amical                                                                 |

Bilan
Total de matchs disputés : 11
- Victoires de l'équipe du Japon : 8
- Matchs nuls : 3
- Victoire de l'équipe d'Oman : 0

## K

### Kirghizistan

#### Confrontations
Confrontations entre Oman et le Kirghizistan :
|   | Date          | Lieu      | Match               | Score | Compétition                                                  |
| - | ------------- | --------- | ------------------- | ----- | ------------------------------------------------------------ |
| 1 | 3 août 1999   | Douchanbé | Oman - Kirghizistan | 3-0   | Tour préliminaire à la Coupe d'Asie des nations 2000 (gr. 1) |
| 2 | 27 avril 2008 | Mascate   | Oman - Kirghizistan | 2-0   | Match amical                                                 |

#### Bilan
Au 3 avril 2019 :
- Total de matchs disputés : 2
- Victoires d'Oman : 2
- Matchs nuls : 0
- Victoires du Kirghizistan : 0
- Total de buts marqués par Oman : 5
- Total de buts marqués par le Kirghizistan : 0

## M

### Macao

#### Confrontations
Confrontations entre Macao et Oman :
|   | Date         | Lieu    | Match        | Score | Compétition                                                        |
| - | ------------ | ------- | ------------ | ----- | ------------------------------------------------------------------ |
| 1 | 27 mars 1997 | Mascate | Oman - Macao | 4-0   | Tours préliminaires à la Coupe du monde 1998 (zone Asie, 1er tour) |
| 2 | 25 juin 1997 | Tokyo   | Macao - Oman | 0-2   | Tours préliminaires à la Coupe du monde 1998 (zone Asie, 1er tour) |

#### Bilan
Au 9 avril 2019 :
- Total de matchs disputés : 6
- Victoires de Macao : 1
- Matchs nuls : 1
- Victoires d'Oman : 4
- Total de buts marqués par Macao : 7
- Total de buts marqués par Oman : 16

### Maldives

#### Confrontations
Confrontations entre les Maldives et Oman :
|    | Date             | Lieu    | Match           | Score | Compétition                                                 |
| -- | ---------------- | ------- | --------------- | ----- | ----------------------------------------------------------- |
| 1  | 25 février 2001  | Mascate | Oman - Maldives | 5-0   | Match amical                                                |
| 2  | 27 février 2001  | Mascate | Oman - Maldives | 2-0   | Match amical                                                |
| 3  | 3 octobre 2002   | Ulsan   | Maldives - Oman | 0-5   | Jeux asiatiques de 2002 (gr. A)                             |
| 4  | 31 mai 2004      | Mascate | Oman - Maldives | 3-0   | Match amical                                                |
| 5  | 3 juin 2004      | Mascate | Oman - Maldives | 4-1   | Match amical                                                |
| 6  | 31 août 2004     | Malé    | Maldives - Oman | 0-1   | Match amical                                                |
| 7  | 3 septembre 2004 | Malé    | Maldives - Oman | 1-2   | Match amical                                                |
| 8  | 2 octobre 2007   | Mascate | Oman - Maldives | 1-0   | Match amical                                                |
| 9  | 5 septembre 2017 | Mascate | Oman - Maldives | 5-0   | Éliminatoires de la Coupe d'Asie des nations 2019 (3e tour) |
| 10 | 10 octobre 2017  | Malé    | Maldives - Oman | 1-3   | Éliminatoires de la Coupe d'Asie des nations 2019 (3e tour) |

#### Bilan
Au 6 avril 2019 :
- Total de matchs disputés : 10
- Victoires des Maldives : 0
- Matchs nuls : 0
- Victoires d'Oman : 10
- Total de buts marqués par les Maldives : 3
- Total de buts marqués par Oman : 31

## S

### Sénégal
Confrontations entre l'équipe d'Oman de football et l'équipe du Sénégal de football : 
| Date             | Lieu    | Match          | Score | Compétition  |
| 23 octobre 1994  | Mascate | Oman - Sénégal | 0-1   | Match amical |
| 25 octobre 1994  | Mascate | Oman - Sénégal | 2-1   | Match amical |
| 22 décembre 2008 | Mascate | Oman - Sénégal | 1-0   | Match amical |
| 28 mars 2009     | Mascate | Oman - Sénégal | 2-0   | Match amical |

Bilan
- Total de matchs disputés : 4
- Victoires de l'équipe du Sénégal : 1 (25 %)
- Victoires de l'équipe d'Oman : 3 (75 %)
- Match nul : 0 (0 %)

### Suisse
Confrontations entre l'équipe d'Oman de football et l'équipe de Suisse de football : 
| Date            | Lieu         | Match         | Score | Compétition  |
| 10 février 1999 | Mascate Oman | Oman - Suisse | 1-2   | Match amical |
| 19 février 2000 | Mascate Oman | Oman - Suisse | 1-4   | Match amical |

Bilan
- Total de matchs disputés : 2
- Victoires de l'équipe de Suisse : 2 (100 %)
- Victoires de l'équipe d'Oman : 0 (0 %)
- Match nul : 0 (0 %)

### Syrie
Confrontations entre l'équipe d'Oman de football et l'équipe de Syrie de football : 
| Date        | Lieu         | Match        | Score | Compétition  |
| 2 juin 2017 | Mascate Oman | Oman - Syrie | 1-1   | Match amical |

Bilan
- Total de matchs disputés : 1
- Victoires de l'équipe de Syrie : 0 (0 %)
- Victoires de l'équipe d'Oman : 0 (0 %)
- Match nul : 1 (100 %)

## T

### Tunisie
Confrontations Officielle 
| 10 Décembre 2021 | Qatar | Tunisie-Oman | 2-1 | Arab Cup |
| ---------------- | ----- | ------------ | --- | -------- |